# ابن سنينة السامري
أَبُو عَبْدِ اللهِ مُحَمَّدُ بنُ عَبْدِ اللهِ بنِ مُحَمَّدِ بنِ إِدْرِيْسَ بنِ سُنَيْنَةَ السَّامَرِّيُّ ويُعرف اختصارًا بـ ابن سنينة السامري (535 – 17 رجب 616هـ / 1140 – 18 سبتمبر [أيلول] 1219م)، فرضي، فقيه حنبلي، من كبار القضاة.

## سيرته
ولد السامري بسامراء سنة 535 هـ.
سمع من ابن البطي (ت. 564هـ)، وأبي حكيم النهرواني، وعبد اللطيف بن أبي سعد ببغداد، وتفقه على أبي حكيم، ولازمه مدة، وبرع في الفقه والفرائض.
وولي القضاء بسامراء، ولقب في أيام ولايته: معظم الدين، واعمالها مدة، ثم ولي القضاء والحسبة ببغداد، ثم عزل عنها، وولي اشراف ديوان الزمام.
توفي ليلة الثلاثاء 17 رجب سنة 616 هـ ببغداد وله إحدى وثمانون سنة، وصلي عليه من الغد بالنظامية، وأم الناس في الصلاة عليه عبد العزيز بن دلف، ودفن بمقبرة باب حرب.

## مؤلفاته
- المستوعب، (في الفقه).
- الفروق، (في الفقه).
- البستان، (في الفرائض).